# Kratineion
Das Kratineion (auch Kratineus; lateinisch cratineus) ist in der antiken Verslehre ein nach dem griechischen Dichter Kratinos benanntes Versmaß der attischen Komödie.
Der Vers ist aus 1. Glykoneus und katalektischem trochäischem Dimeter zusammengesetzt und hat demnach das Schema
—◡◡—◡—◡— ‖ ◡◡—◡—◡◠
Die entsprechende Verbindung mit 3. Glykoneus wird Eupolideion genannt.